# Institute of Management Accountants

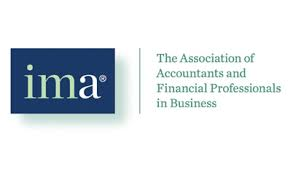
Logo de l'IMA (2013).

Pour les articles homonymes, voir IMA.
L'IMA (Institute of Management Accountants) est une organisation professionnelle de plus de 60 000 professionnels du monde entier ayant son siège à Montvale, au New Jersey. La stratégie de l'IMA est d'être leader dans la formation, la certification, le réseautage et le soutien aux meilleurs gestionnaires comptables et financiers dans le monde du travail.
L’IMA est la voix des professionnels gestionnaires comptables du monde entier qui travaillent au sein des entreprises, par distinction des experts externes (c’est-à-dire les prestataires externes tels que conseillers comptables, auditeurs externes et auditeurs statutaires des cabinets d’audit externe, qui ont leurs propres associations professionnelles) : l'American Institute of Certified Public Accountants (AICPA) aux États-Unis ; l’Institut des Réviseurs d’Entreprises de Belgique (IRE); le Conseil supérieur de l’Ordre des experts-comptables de France (OEC), etc.
Avec un réseau de plus de 60 000 professionnels, l'IMA propose la meilleure certification pour les gestionnaires comptables, le CMA ® (Certified Management Accountant ou Comptable en Management Accrédité), pour les responsables experts en gestion financière, planification financière, budgétisation, reporting, analyse décisionnelle et gestion du risque. Les membres de l’IMA peuvent améliorer leur développement de carrière grâce à l'accès à une communauté professionnelle active, des formations, des informations, et autres ressources de l’Institut.
Reconnaissant que les rôles des professionnels responsables de la comptabilité en entreprises (notamment des directeurs financiers, chefs comptables et contrôleurs) sont distincts des fonctions d'audit, conseil et certification financiers, l'IMA sensibilise les responsables comptables à l'appui aux décisions de gestion, à la planification et au contrôle.
L’IMA s'engage à améliorer l’éthique et le professionnalisme dans les entreprises en assurant que ses membres professionnels de la comptabilité et de la finance se conforment à l'éthique et aux qualifications requises pour les responsabilités comptables. L’IMA participe éminemment au maintien de la confiance des actionnaires et autres parties prenantes, en travaillant avec des organisations de tous types et de toutes tailles pour mieux faire comprendre le processus de comptabilité ainsi que l'importante contribution des experts en comptabilité de gestion.
L’IMA décerne également le diplôme ou certificat CMA (Certified Management Accountant ou Comptable en Management Accrédité) ou IMA ® 's CMA, certification pour les professionnels comptables et financiers. Cette certification mondialement reconnue atteste la maîtrise de l’expertise comptable et de connaissances approfondies en gestion financière dans quatre domaines essentiels: planification financière, analyse, contrôle et aide à la décision.
Le titre de CMA diffère sensiblement du CPA (Certified Public Accountant ou expert-comptable), l’autre principal certificat comptable américain. Le CPA cible la “comptabilité publique” (au sens américain, c'est-à-dire révision externe et certification statutaire des comptes) et des tests de connaissances nécessaires à la pratique de cette ”comptabilité publique”. Le CMA se concentre sur les besoins internes de comptabilité de gestion, et est conçu pour les professionnels de la finance « corporate » (les professionnels travaillant au sein d’une entreprise et non les prestataires externes). Il reflète une connaissance plus large et plus complète de l’activité de comptable de gestion.

## Sources
- (en) Cet article est partiellement ou en totalité issu de l’article de Wikipédia en anglais intitulé « Institute of Management Accountants » (voir la liste des auteurs).